# Лобель, Матиас де
Матиа́с де Л’Обе́ль (Лобе́ль) (фр. Mathias de l’Obél, или de Lobél, или лат. Lobelius) (1538, Лилль — 3 марта 1616, Хайгейт, Великобритания) — фламандский ботаник.
Обучался в университете Монпелье у Гийома Ронделе, который дал высокую оценку его талантам.
С 1571 по 1581 год занимался медициной в Антверпене и в Делфте, где был врачом принца Вильгельма I Оранского.
В 1584 году, с началом войны в Нидерландах Лобель оставил страну навсегда и переселился в Великобританию. Он стал смотрителем ботанического сада в Хакни (англ. Hackney). В годы правления короля Якова I стал королевским ботаником.
В труде, озаглавленном «Stirpium adversaria nova» (Лондон, 1570), разделил растения на 7 классов: 1) злаки, 2) орхидные, 3) огородные, 4) овощи, 5) деревья и кустарники, 6) пальмы и 7) мхи.
В книге «Plantarum seu stirpium historia» (Антверпен, 1576, in folio, с указателем на семи языках) изобразил 2191 растение.
Французский ботаник Шарль Плюмье назвал в его честь род растений Лобелия (Lobelia) из семейства Колокольчиковые (Campanulaceae).

## Печатные работы
- Plantarum seu stirpium historia (недоступная ссылка), 1576
- Stirpium Adversaria Nova : perfacilis Vestigatio, luculentaqne accessio ad Priscorum, praesertim Dioscoridis & Recentiorum, Materiam Medicam ; Quibus Propediem Accedet Altera Pars … / authoribus Petro Pena, & Mathia de Lobel. — Londini: Excudebat prelum Thomae Purfoetii, 1570 [i.e. 1571]. — 458 p.

| |  |
| Тис ягодный (Taxus baccata). Ботаническая иллюстрация из книги Л’Обеля «Icones Stirpium», 1591; Опунция (Opuntia). Ботаническая иллюстрация из книги Л’Обеля и Пеньи «Stirpium Adversaria Nova», 1571 |  |